# 晁错
晁错（前200年—前154年3月6日），《史记》、《汉书》、《資治通鑑》本傳作鼂錯，潁川（今河南省禹州市）人，西汉初著名政论家。

## 生平
晁错年少时，从张恢学申不害、商鞅的法家学说；汉文帝时，为太常掌故，曾奉命从故秦博士伏生受《尚书》；成为一位儒法兼备的人物。之后，晁错上书说太子应深入了解申不害的言术，于是汉文帝就让晁错任太子家令，辅导太子刘启。晁错能言善辩，才能傑出，深得刘启的欣赏，被称为“智囊”。公元前157年，刘启继位，晁错被封为内史。升任御史大夫時，提出《削藩策》，试图改变汉初各刘姓王割据、朝廷資源不集中的局面。在常年受大一統史觀熏陶的中央集權支持者看來，其出發點從並沒有錯，只是落实到具体行动上过于激进，一不懂得分化瓦解对手，二自己没有严守法律的精神，遂找不到诸侯王足够分量的罪責，就以惩罚诸侯王犯下的小错为藉口，在短时间内大量削减各主要诸侯王的封地，引致諸侯逆意，局势迅速恶化。
加上，吴、楚等国以「诛晁错，清君侧」为名叛变…

## 個性
晁錯個性剛直嚴厲、忠君愛國，在朝廷會議時，提倡削藩，也做了三十多個命令規章以利推動，諸侯們對晁錯都有很多不滿與怨言。晁父問他：「皇帝初登基，為何要這樣大幅度的削藩、落得大家都議論你呢？」晁錯說：「一定要這麼做，不這麼做的話，天子不會受到尊敬，劉氏宗廟不會安寧」。而他的父亲则说「刘家是安稳了，可晁家却危险了」，之后即服毒自杀，遺言是「我不想自己受牵连」。

## 代罪身死
前154年，吴王劉濞会七国，以“诛晁错，清君侧”为名，起兵叛乱。而汉景帝對此變局拿不出任何有效方案，甚至晁錯建議御駕親征，亦未採用，於是從袁盎等议，将晁錯的家人與身著官服的晁错直送刑場处死，希望就此平息爭端，但是七国并不退兵，最终出兵才平息叛乱，事后对于杀晁错一事懊悔不已。司馬遷的《史记·袁盎晁錯列傳》直书“上令鼂錯衣朝衣斬東市”，而班固的《汉书》则直书“乃使中尉召错，绐载行市，错衣朝衣，斩东市”，说明晁错是在完全不知情的情况下，被骗到刑场腰斩，晁錯的妻兒也全部遭牽連被斬首。

## 家庭
- 父亲：晁□（服毒自杀）
- 母亲：□氏（弃市）
- 妻子：□氏（弃市）
- 儿子：晁□（弃市）

## 评价
司馬遷在《史记》中评价：“鼂錯為家令時，數言事不用；後擅權，多所變更。諸侯發難，不急匡救，欲報私讎，反以亡軀。語曰『變古亂常，不死則亡』，豈錯等謂邪！”
司馬遷認為晁錯的削藩策略太過急切，後世的主父偃吸收教訓，才得成功：「太史公曰：漢興，孝文施大德，天下懷安，至孝景，不復憂異姓，而晁錯刻削諸侯，遂使七國俱起，合從而西鄉，以諸侯太盛，而錯為之不以漸也。及主父偃言之，而諸侯以弱，卒以安。安危之機，豈不以謀哉？」
班固在《汉书》中评价：“晁錯銳於為國遠慮，而不見身害。其父睹之，經於溝瀆，亡益救敗，不如趙母指括，以全其宗。悲夫！錯雖不終，世哀其忠。故論其施行之語著於篇。”
李奎報在《東國李相國集》中作〈為鼂錯雪冤論〉以评价：「古之人論漢之英明之君。則首稱文景。然以誅錯事觀之。景帝不足謂之明矣。且國政。非臣之所能專斷而行之者也。陳其利害而取斷於君上者。臣之職也。受下之謀議。商酌可否。而後行之者。君之明也。錯既為漢臣。患諸侯之彊大難制。欲因過削地。以尊京師。此可謂忠於國者也。遂以此奏於上。上亦不能獨裁。與公卿列侯宗室雜議而後行之。則咎不獨在錯矣。脫七國實為錯而發兵者。業已用其計而致此。則是亦朝廷之恥也。宜徐觀其變。然後誅之未晚也。錯之削諸侯。亦非不慮其反逆而策之者也。宜委以制禦之任。有不可而後誅之亦可矣。況吳王既山鑄錢。煮海為鹽。為反計數十年。而後與六國發之。則名雖誅錯。其意不在錯也。苟其勢可以抗京師。則雖急斬錯以謝。祗自示中國之輕耳。終不為罷兵明矣。苟不能以區區七國能抗京師。則雖不誅錯。其若予何耶。其誅之也。雖斷自上心。猶為不可。況聽其讎者之讒。以戮忠臣。內為袁盎復讎。外為諸侯報仇。其不明孰大焉。又使中尉紿載行市。是欺臣也。以天子而斬一鼂錯。何必誑耶。是亦非人君之政也。過孰甚焉。惜也銳於為國遠慮。而反受誅戮。鼂錯之冤。不亦甚乎。以文帝之疏斥賈誼。較諸此則彼特過之小小者耳。況誼之斥也。未幾復徵。傅上之愛子。而其策雖未盡見用。其所採而施於世者亦多矣。則不可謂大失其志者也。然後世猶以不大用為之冤也。況如錯者乎。予是以譏景帝之不明。以此雪錯之深冤也。嗚呼。有努力扶我身者。誤而少失其手。則未及踣地。而敢怒斥耶。」

## 文学造诣
《汉书·艺文志》记载，晁错有文31篇，多佚，今存较完整8篇，以《论守边疏》和《论贵粟疏》为著。清朝馬國翰嚴可均等著有辑本。

## 延伸閱讀
[在维基数据编辑]
 在维基文库阅读此作者作品
 《史記/卷101》，出自司馬遷《史記》
 《史記/卷122》，出自司馬遷《史記》
 《漢書·卷049》，出自班固《漢書》
| 前任： 陶青 | 西汉御史大夫 前155年—前154年 | 繼任： 蚡 |